# Impatiens capensis

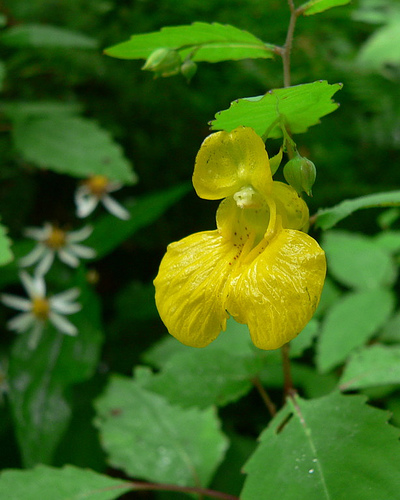
Impatiens capensis con flores amarillas

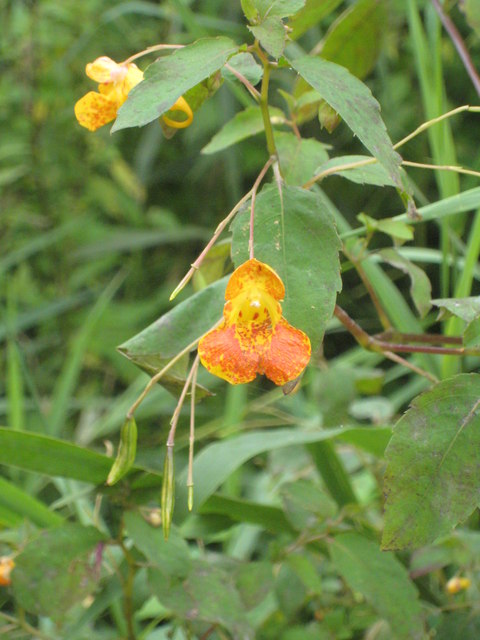
Vista de la planta

Impatiens capensis,  es una especie de planta anual perteneciente a la familia Balsaminaceae. Es nativa de América del Norte, donde es común en los suelos de tierras bajas, canales y a lo largo de arroyos, a menudo, creciendo junto con su pariente menos común, Impatiens pallida.

## Descripción
Las flores son de color naranja con una corola de tres lóbulos, uno de los lóbulos del cáliz se colorea de manera similar a la corola y forma un espolón cónico con forma de gancho en la parte posterior de la flor. Las plantas también pueden producir flores cleistógamas poco llamativas, que no requieren polinización cruzada. Los tallos son ligeramente translúcidos, jugosos. Las vainas son colgantes y tienen la capacidad de expulsar las semillas de las vainas cuando se tocan ligeramente, si está maduro, de donde toma el nombre "Impatiens (no me toques)". Las hojas parecen ser de plata  cuando se mantiene bajo el agua.

## Propiedades
Es un remedio tradicional para erupciones en la piel, aunque los estudios controlados no han demostrado eficacia para este propósito.

## Distribución
Impatiens capensis fue transportado en los siglos XIX y XX a Inglaterra, Francia, los Países Bajos, Polonia, Suecia, Finlandia, y otras regiones del norte y centro de Europa. Estas poblaciones naturalizadas persisten en ausencia de cualquier cultivo en común por las personas. Esta especie es bastante similar a Impatiens noli-tangere- , una especie nativa de Eurasia. No existen pruebas de híbridos naturales, aunque los hábitats ocupados por las dos especies son muy similares.

## Taxonomía
Impatiens capensis fue descrita por  Nicolaas Meerburgh y publicado en Meerb. Afbeel. Gew. pl. 10. 1775.
Etimología
Impatiens: el nombre científico de estas plantas se deriva de impatiens (impaciente), debido a que al tocar las vainas de semillas maduras estas explotan, esparciéndolas  a varios metros. Este mecanismo es conocido como balocoria, o también como "liberación explosiva".
capensis: epíteto geográfico que significa "del Cabo",  es en realidad un nombre inapropiado, ya que Nicolaas Meerburgh estaba bajo la impresión errónea de que era originaria del Cabo de Buena Esperanza, en Sudáfrica.
Sinonimia
- Balsamina capensis (Meerb.) DC.
- Balsamina fulva Ser.
- Chrysaea biflora (Walter) Nieuwl. & Lunell
- Impatiens biflora Walter
- Impatiens fulva Nutt.
- Impatiens maculata Muhl.[5]